# بی‌رنگ‌شدگی

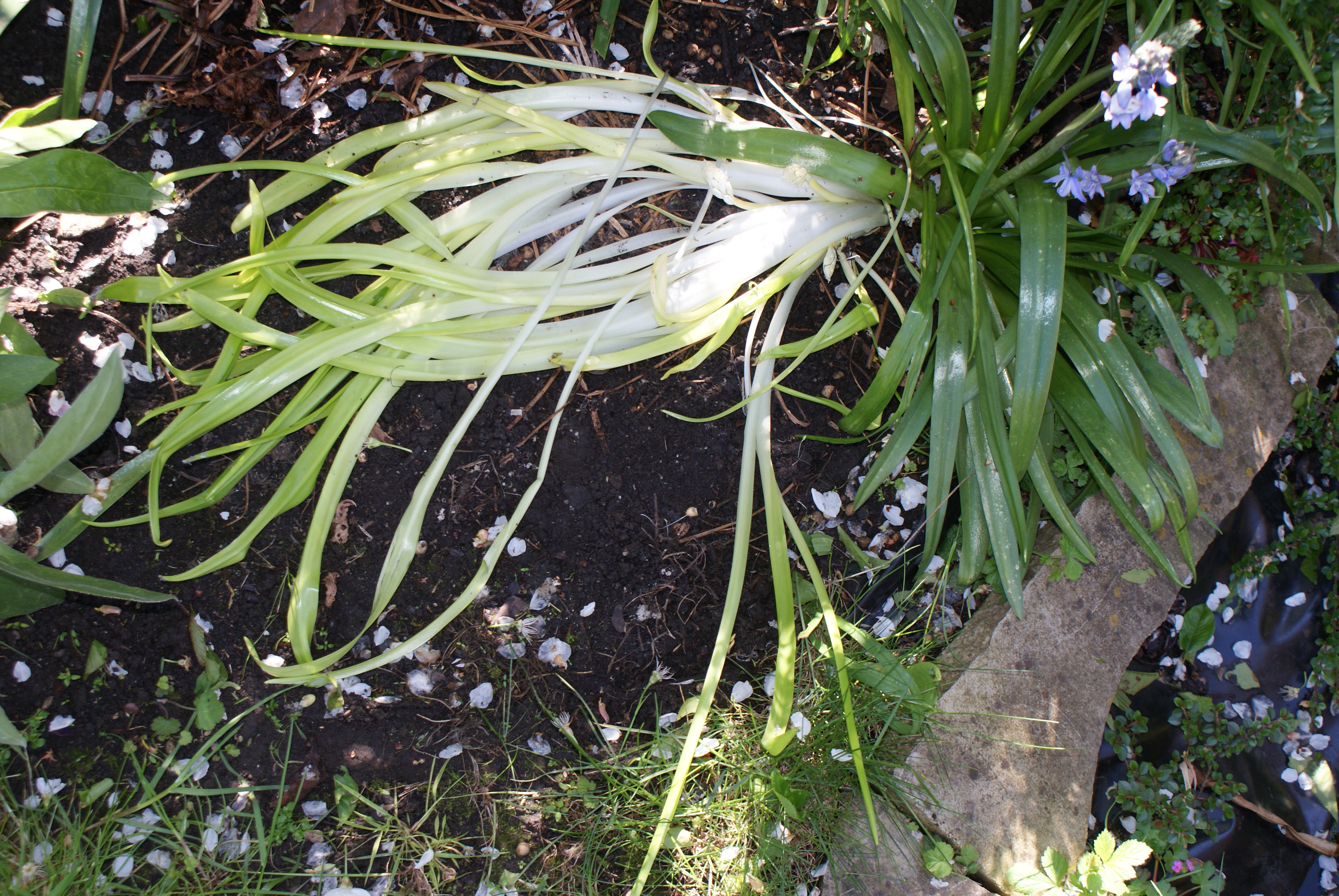
گل زنگوله‌ای اسپانیایی بی‌رنگ،yacinthoides. آنها زیر یک پوشش مات رشد کردند؛ برخی از آنها که پوشیده نشده بودند در سمت راست قابل مشاهده هستند.

زمانی که گیاهی در تاریکی رشد کند، رنگ سبز آن از میان می‌رود، بافت‌های آن زرد رنگ شده و فاصله بین گره‌های ساقه نیز درازتر می‌شود. به این پدیده بی‌رنگ‌شدگی(اتیوله شدن) می‌گویند.
بی‌رنگ‌شدگی ممکن است در اثر مواد تولید شده در میکروارگانیزم‌ها نیز به‌وجود آید.